# Evo Christ Ememe
Evo Christ Ememe (* 30. April 2001) ist ein nigerianischer Fußballspieler. Der Mittelfeldspieler steht beim FC Mosta in der Maltese Premier League unter Vertrag.

## Sportlicher Werdegang
Ememe stieß als Teenager zum maltesischen Klub FC Mosta, bei dem er in der Spielzeit 2019/20 zu seinem Debüt in der Maltese Premier League kam. In der Spielzeit 2020/21 avancierte er zum Stammspieler beim Klub, der am Saisonende auf dem sechsten Tabellenplatz rangierte. Anschließend profitierte der Klub davon, dass die UEFA dem davor platzierten Ligakonkurrenten Sliema Wanderers die Lizenz für den Europapokal verweigerte, so dass stattdessen der FC Mosta an der ersten Qualifikationsrunde der neu eingeführten UEFA Europa Conference League 2021/22 teilnehmen durfte. Dort erzielte Ememe beim 3:2-Heimerfolg gegen den slowakischen Vertreter Spartak Trnava mit dem 1:0-Führungstreffer nicht nur das erste Tor in der Europapokalhistorie des Klubs, sondern auch das erste Tor in der Geschichte der UEFA Europa Conference League.